# SN 2004bi
SN 2004bi – supernowa typu IIb odkryta 13 kwietnia 2004 roku w galaktyce UGC 5894. W momencie odkrycia miała maksymalną jasność 18,70m.